# Политехника-Сика
«Политехника-Сика» (лит. Politechnika-Sika) — бывший литовский женский футбольный клуб, базирующийся в городе Каунас — команда местного университета.

## Достижения
Чемпионат Литвыen
- чемпион (4): 1994, 1994/1995, 1996/1997, 1998/1999
- серебряный призёр (2): 1995/1996, 1997/1998

Кубок Литвыen
- победитель (4): 1994/1995, 1995, 1996, 1997/1998

## Результаты выступлений
| Клуб              | Сезон     | Дивизион | Место | И  | В  | Н | П | РМ   | О  | Кубок         | Источник |
| ----------------- | --------- | -------- | ----- | -- | -- | - | - | ---- | -- | ------------- | -------- |
| Олимпия-Центрас   | 1994lt    | высший   | из 4  | 6  | 6  | 0 | 0 | 71-0 | 12 | не проводился | [ 1 ]    |
| Политехника       | 1994/1995 | высший   | из 6  | 9  | 9  | 0 | 0 | 80-1 | 18 | победитель    | [ 2 ]    |
| Габия-Политехника | 1995/1996 | высший   | из 5  | 8  | 5  | 2 | 1 | 26-0 | 17 | победитель    | [ 3 ]    |
| Габия-Политехника | 1996/1997 | высший   | из 5  | 8  | 5  | 3 | 0 | 47-4 | 18 | победитель    | [ 4 ]    |
| Габия-Политехника | 1997/1998 | высший   | из 5  | 8  | 6  | 1 | 1 | 30-8 | 19 | финалист      | [ 5 ]    |
| Политехника-Сика  | 1998/1999 | высший   | из 5  | 16 | 11 | 5 | 0 | 49-4 | 19 | не проводился | [ 6 ]    |

## Бомбардиры
Главным бомбардиром клуба является И.Горбуновене (лит. Ingrida Gorbunoviene) — 109 голов, в том числе голеадор команды в каждом из сезонов:
- 1994 — 29 голов
- 1994/95 — 23 гола
- 1995/96 — 10 голов
- 1996/97 — 15 голов
- 1997/98 — 6 голов
- 1998/99 — 26 голов

## Рекорды
самая крупная победа
- 20:0 над командой ФК «Вильнюс» (21.05.1994)

самое крупное поражение
- 0:3 от команды ФК «Кристина» Вильнюс (06.12.1998)

## Игроки
- Горбуновене, Ингрида
- Кудите, Раймонда